# Schloss Mnichovo Hradiště

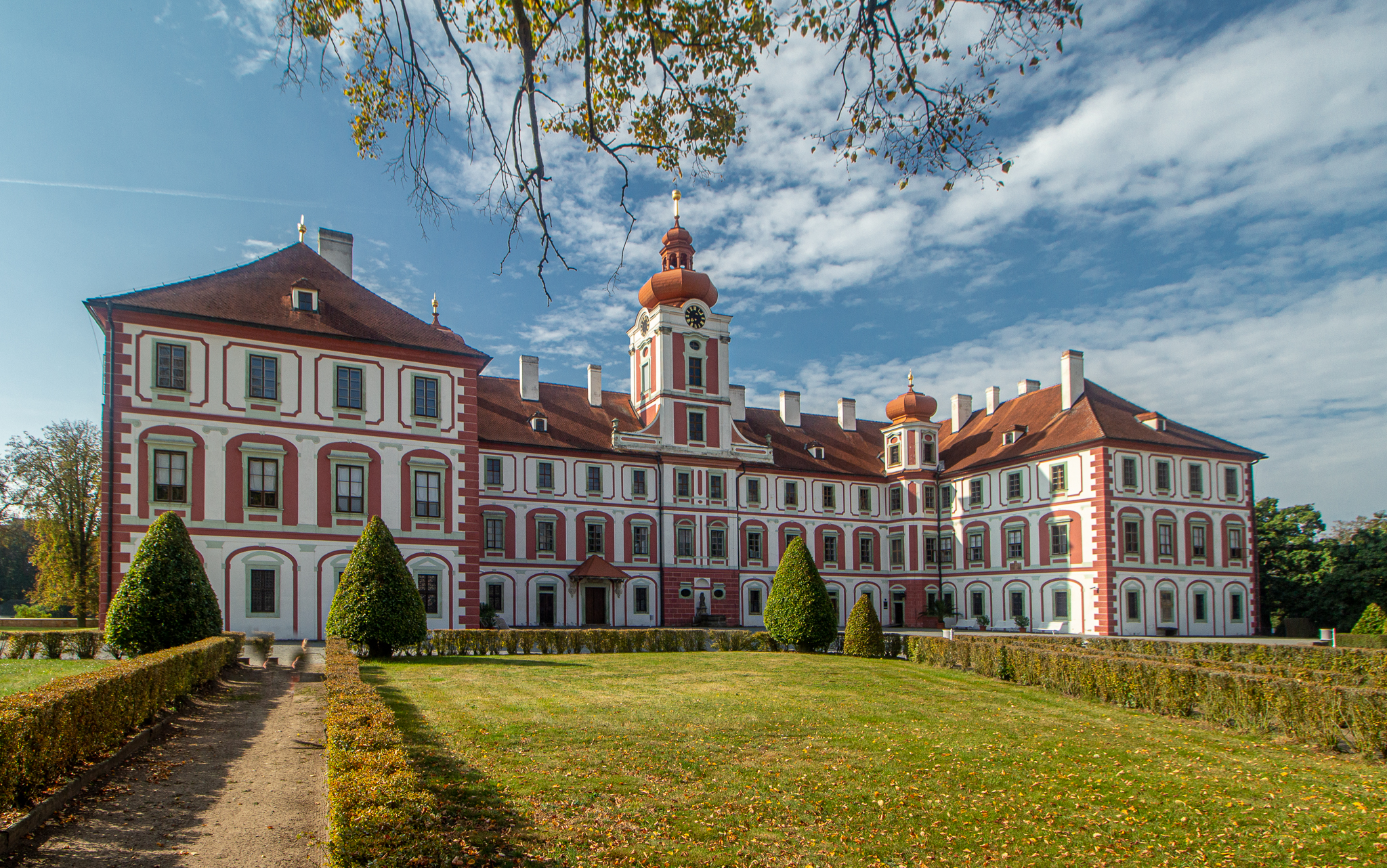
Außenansicht des Hauptgebäudes

Das Schloss Mnichovo Hradiště (deutsch Münchengrätz) liegt am Rand der Stadt Mnichovo Hradiště im okres Mladá Boleslav, Tschechien.

## Geschichte

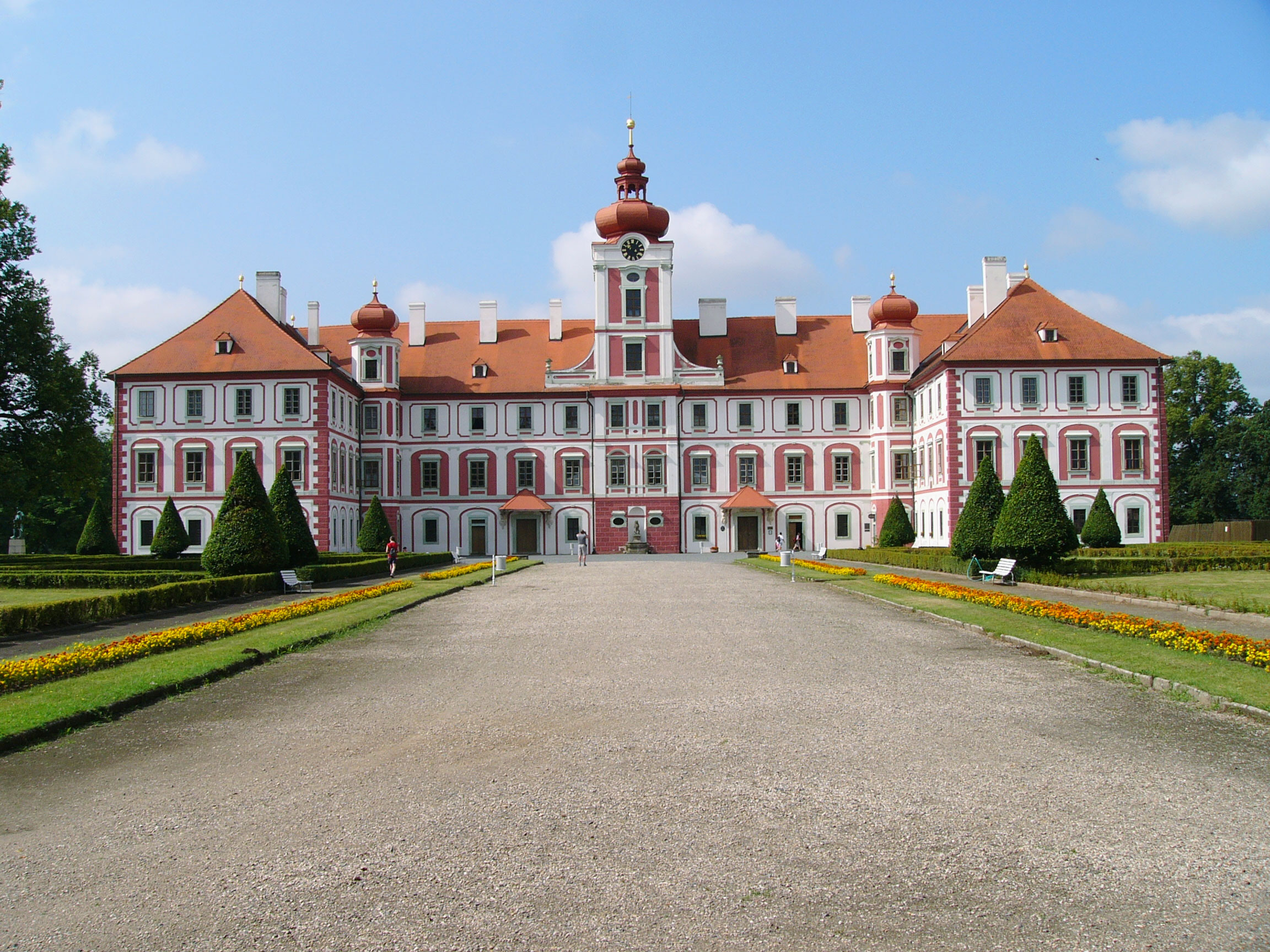
Blick auf das Schloss

Das Schloss wurde um 1602 bis 1606 von Václav Budovec z Budova (Wenzel Wilhelm Freiherr Budowecz von Budowa;) erbaut, einem Rat des Appellationsgerichtes und einem der Anführer der böhmischen Stände während des Aufstandes gegen die Habsburger zu Beginn des Dreißigjährigen Krieges. Budovec wurde nach der Niederlage der Stände in der Schlacht am Weißen Berg hingerichtet und sein Hab und Gut kam 1623 an den kaiserlichen Feldherrn und Herzog Wallenstein, der die Herrschaft 1627 mit allen Besitzrechten an seinen Vetter Maximilian von Waldstein verkaufte. Maximilian konnte den Besitz auch nach dem Tod Wallensteins 1634 behalten und erweiterte ihn durch den Kauf weiterer umliegender Güter. Das Geschlecht Waldstein blieb im Besitz der Herrschaft Münchengrätz bis 1945.

## Baugeschichte und Beschreibung

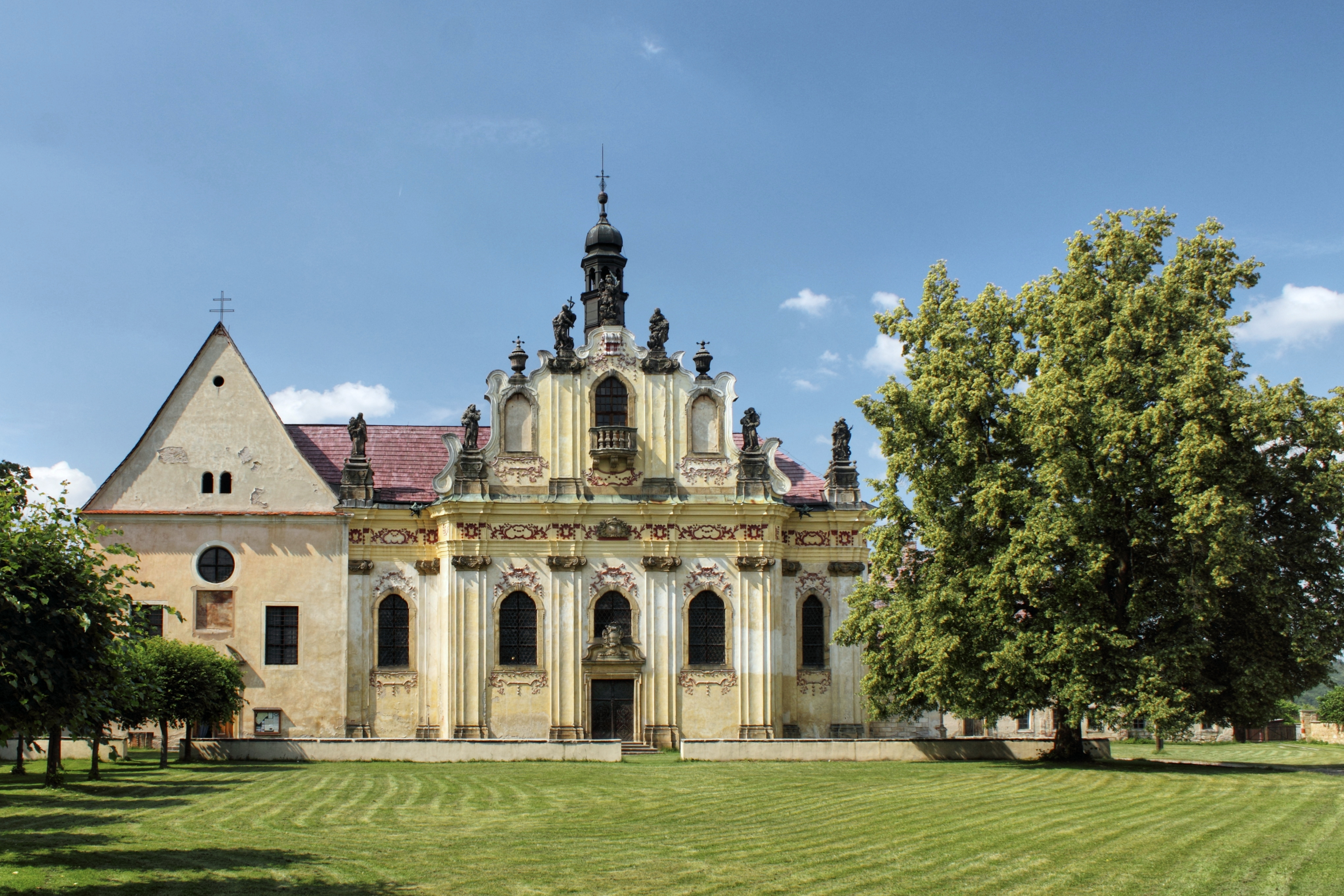
Die Kirche des Kapuziner-Konvents, links anschließend die Kapelle der Hl. Anna (mit dem Grab Wallensteins)

Der ursprüngliche Renaissancebau hatte zwei Flügel, war einstöckig und mit einer Reihe von Satteldächern bedeckt. Von der Bausubstanz der ersten Phase sind noch Portale im Erdgeschoss und Kellergewölbe erhalten. Nachdem die Waldsteins beschlossen, ihren Hauptwohnsitz von der nahegelegenen Burg Zvířetice nach Mnichovo Hradiště zu verlegen, begann Ernst Josef von Waldstein (1654–1708) ab 1690 mit dem Bau eines Kapuzinerkonvents und einem großangelegten Umbau des Schlosses im Stil des beginnenden Hochbarocks. Das neue Hauptgebäude erhielt einen hufeisenförmigen Grundriss mit drei Flügeln und zwei Etagen. Im Zentrum des mittleren Flügels entstand ein Uhrturm. Der Ehrenhof vor dem Schloss wurde von einer Reitschule, Stallungen und einem Park mit einer Sala terrena umgeben, einem kleinen Lusthaus, das inmitten einer nicht erhaltenen Orangerie lag. Deren Vollendung 1710 bis 1712 markiert den Abschluss der Bauarbeiten an den herrschaftlichen Gebäuden. Verantwortlich für die Bauausführung war der in Prag ansässige italienische Baumeister Marcantonio Canevalle (1652–1711).
Die Bauleitung für das Konvent behielten sich den damaligen Regeln entsprechend die Kapuziner selbst vor. Im Gegensatz zu den repräsentativen Schlossgebäuden, aber im Einklang mit der missionarischen Ausrichtung des Ordens, richteten sie den Konventbau und die dazugehörige Dreikönigskirche im schlichten und schnörkellosen Stil aus. Beide Gebäude wurden 1699 geweiht. 1723 bis 1724 ließ Gräfin Marie Margarete von Waldstein zum Dank für eine überstandene Pestepidemie direkt neben der Konventskirche eine der Heiligen Anna geweihte Kapelle errichten. In diese wurden 1782 die Gebeine Wallensteins und seiner ersten Gemahlin Lukrezia überführt, nachdem die von ihm gestiftete Klosterkirche Karthaus Walditz säkularisiert worden war. Wallensteins Grabmal trägt die Inschrift: "Quid lucidius sole? Et hic deficiet" d.h: „Was leuchtet heller als die Sonne? Und auch sie weicht der Finsternis.“

## Inneneinrichtung

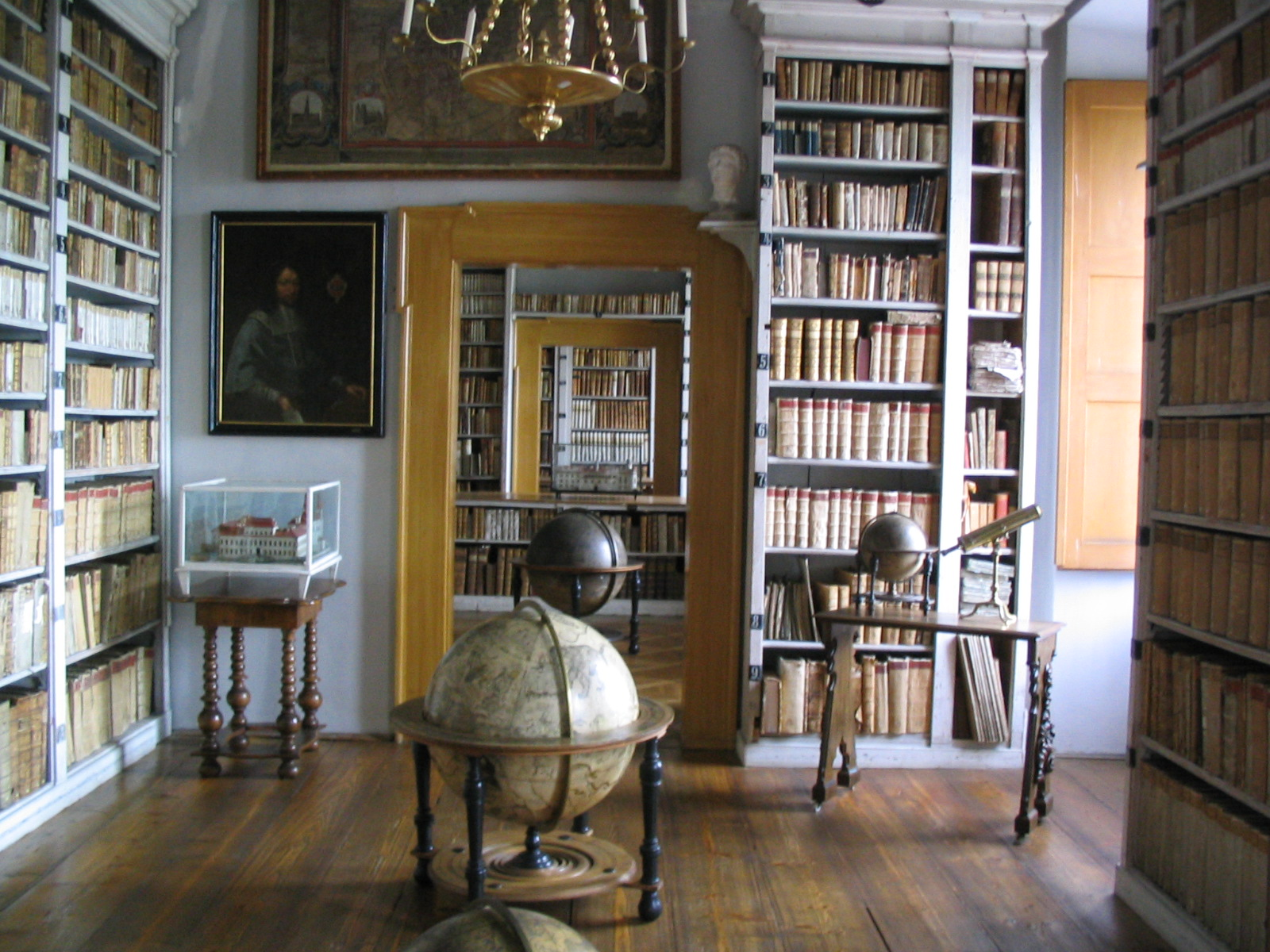
Blick in die Schlossbibliothek

Die zugänglichen Räume sind überwiegend mit Barock- und Rokokomöbeln ausgestattet, in der Gemäldegalerie dominieren Familienporträts der Familie Waldstein und Landschaftsbilder. Unter dem Schlossbestand ist besonders die Sammlung der Delfter Fayence zu nennen, daneben findet sich Porzellan, Keramik und Steingut aus dem Orient und Europa. Reich ausgestattet ist auch die Schlossbibliothek, die in der zweiten Hälfte des 17. Jahrhunderts von Johann Friedrich von Waldstein auf Schloss Duchcov begründet und 1921 nach Mnichovo Hradiště überführt wurde. Sie beherbergt unter anderem 33 großteils italienische Wiegendrucke und 239 Manuskripte. In der Kapuzinerkirche und der Kapelle der Hl. Anna ist seit 1966 ein Lapidarium mit einigen Dutzend barocker Statuen eingerichtet, die in dieser Umgebung vor dem Verfall an ihren ursprünglichen Standorten in freier Landschaft geschützt werden. Ebenfalls in der Kapelle untergebracht sind seit 1785 die sterblichen Überreste Wallensteins. Die Gruft des Feldherrn ist von einer modernen Grabplatte überdeckt. Sie wurde 1933 von dem tschechischen Bildhauer Karel Kolaczek geschaffen.